# Palazzo Carafa di Montorio

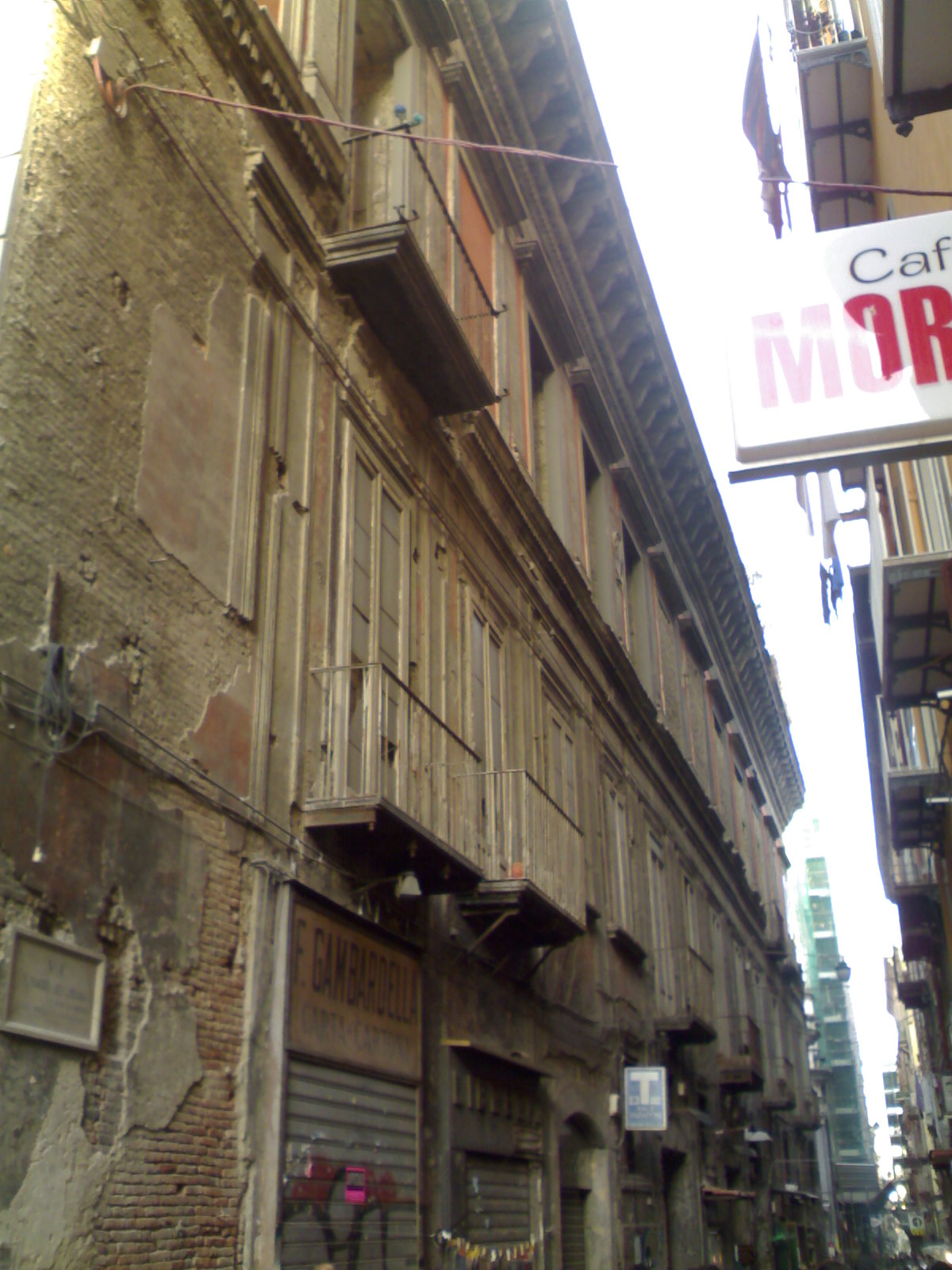
Palazzo Carafa di Montorio in Neapel

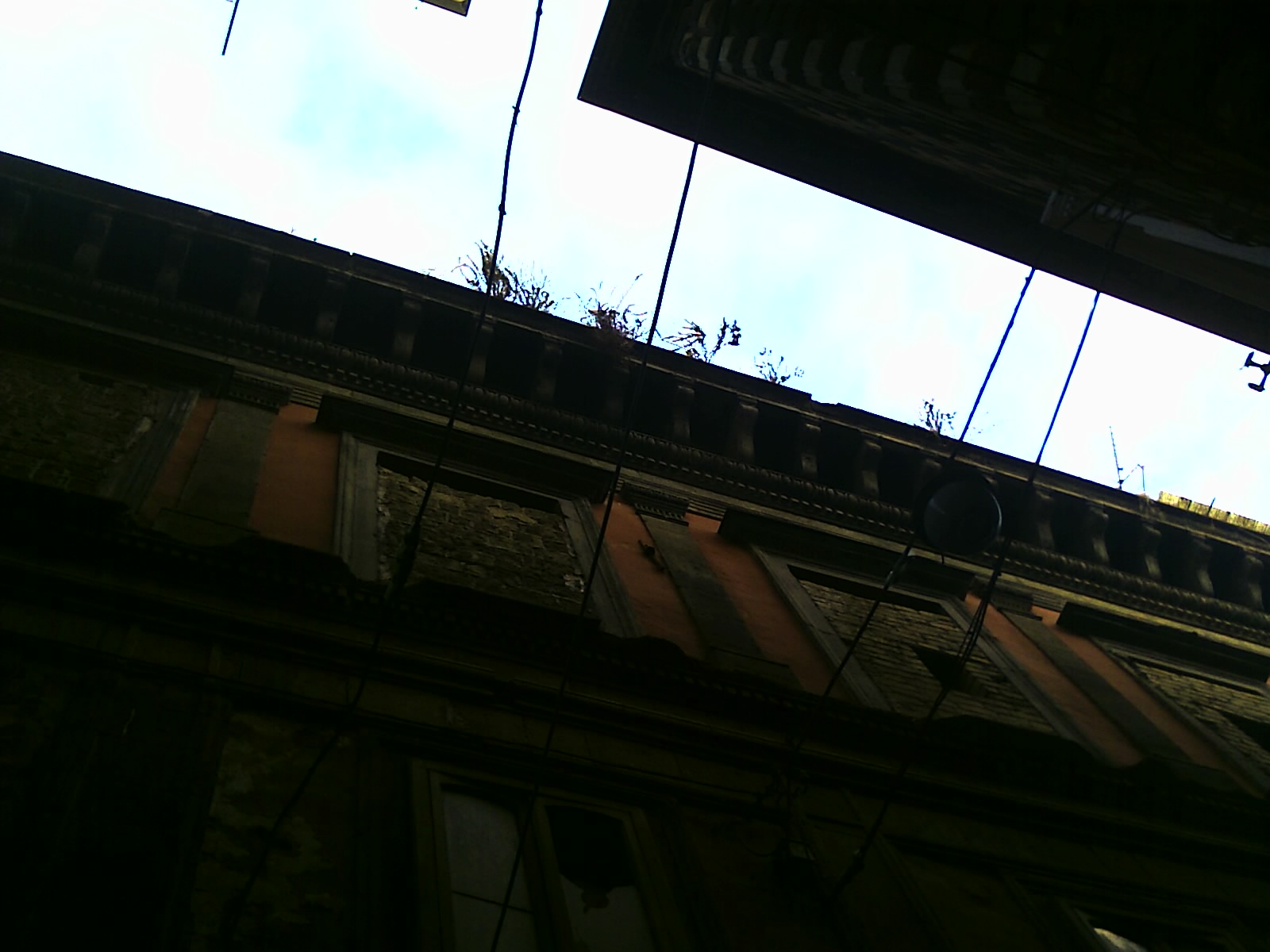
Überstehendes Traufgesims des Palastes

Der Palazzo Carafa di Montorio ist ein Palast aus dem 15. Jahrhundert im Viertel Pendino von Neapel in der italienischen Region Kampanien. Er liegt am Via San Biagio dei Librai, 8.

## Geschichte
Die Familie Carafa aus Montorio al Vomano ließ Ende des 15. Jahrhunderts den Palast aus Prestigegründen auf einem Gelände in der Nähe des Palazzo del Panormita errichten. Seine Glanzzeit erlebte das Gebäude im 16. Jahrhundert, als dort der spätere Kardinal Alfonso Carafa geboren wurde. Der Bauzeitraum und die stilistische Ausprägung des Bauwerks sorgen dafür, dass seine Projektierung G. Fr. Mormando zugeschrieben wurde, der auch den benachbarten Palazzo del Panormita konzipiert hatte. 1496 kam in diesem Palast Giovanni Carafa zur Welt, der 1555 zum Papst Paul IV. gewählt wurde. 1540 beauftragte Alfonso Carafa den Architekten Giovan Francesco di Palma Mormanno mit dem Umbau des Palastes im Renaissancestil und die Säle wurden mit Fresken versehen. Später kaufte Markgraf von Alfedena, Antonio Gattola, das Anwesen.
1943 zerstörte eine Katastrophe im Hafen von Neapel den Palast indirekt:

„Am Sonntag, den 28. März, ereignete sich während der Feier des Luftfahrtfestivals eine der fürchterlichsten Episoden des Krieges in Neapel. Das Schiff «Caterina Costa», das für den Transport von Lebensmitteln und Munition verwendet wurde, (Stahlhülle, 135 Meter lang, 19,8 Meter Tiefgang, Motor: Fiat-8-Zylinder) explodierte im Hafen, bevor es nach Biserta ablegen sollte. Sicherlich rief eine Sabotage den Brand hervor, der sich immer mehr ausbreitete, bis er die 1000 Tonnen schwere Benzinladung und die 900 Tonnen schwere Sprengstoffladung erreichte (+ 43 Kanonen, Kettenfahrzeuge, 600 Soldaten, teilweise italienisch, teilweise deutsch).

Teile des Schiffes wurden Hunderte von Metern weit geschleudert: Um 17:39 Uhr, am Ende eines Tages, an dem eine beispiellose Nachlässigkeit aller beteiligten Verantwortlichen, eine technische Unzulänglichkeit der militärischen Führer und die Verzögerung bei der Anforderung angemessener Hilfe herrschte, flog die „Caterina Costa“ in die Luft. Die Flammen hatten den Frachtraum Nr. 2, den mit den Sprengstoffen, erreicht. Das Dock stürzte ein, ein Teil des Schiffes traf zwei Gebäude an der «Ponte di Maddalena» und brachte sie zum Einsturz, ein halbes Panzerfahrzeug fiel auf das Dach des Palazzo Carafa di Montorio, die Lagerhäuser im Hafen fingen Feuer und am Hauptbahnhof setzte ein Splitter die dort abgestellten Waggons in Brand. Da «Lavinaio», das «Borgo Loreto», die Gaswerkstätten, die Kornspeicher, die «Caserma Bianchini», die Marinewerkstätten, die AGIP: Alles wurde von tödlichen Metallteilen getroffen. Und überall zerbrochenes Glas, herausgerissene Türen und Fenster und durch die Explosion zerfallene Gesimse. Um den Brand auf dem Wrack zu löschen hatten die Feuerwehrleute bis zum nächsten Tag zu tun. Es gab 549 Todesopfer und über 3000 Verletzte.“

Wrackteile des Schiffes landeten auf dem Dach des Palastes, wo sie einen guten Teil der Decken der oberen Stockwerke zerstörten und so den Verlust eines unschätzbaren Gemäldeerbes verursachten. Fragmente des Ankers sind noch im Inneren des Kreuzganges von Monteverginella in der Via Paladino, wenige Meter entfernt vom Palast, zu sehen.
1944 verursachte ein Brand, der in den Räumlichkeiten entstand, die für Handelszwecke genutzt wurden, große Schäden am Flügel des Palastes an der Via Nilo.
Schließlich wurde der Palast 1980 durch ein Erdbeben beschädigt. Seither wurde er nicht renoviert.

## Beschreibung
Der Palast hat eine Länge von etwa zwei Blocks im historischen Zentrum von Neapel. Die Fassade zeigt Charakteristiken aus dem 16. Jahrhundert, wogegen das Erdgeschoss, das durch Öffnungen für den Einbau von Ladengeschäften vollständig verändert wurde, aus dem 15. Jahrhundert stammt. Die Fenster sind regelmäßig durch Lisenen getrennt, die am Traufgesims enden. Dieses springt über die darunter liegende Straße vor.